# Brigitte Boucheron
Brigitte Boucheron, née le 23 août 1947, est une militante lesbienne, féministe et libertaire française.
De 1976 à 1982, elle est parmi les fondatrices et animatrices de la Maison des Femmes de Toulouse.
En 1988 à Toulouse, elle crée et anime pendant dix ans, avec notamment Jacqueline Julien, Bagdam Cafée, un café de femmes totalement non mixte, premier et unique en France.

## Biographie

### Jeunesse
Brigitte Boucheron naît le 23 août 1947 à Chevanceaux en Charente-Maritime.
Fille de petits commerçants, elle côtoie dans son entourage familial des personnalités féminines affirmées (trois cousines, cinq tantes, une grand-mère), sa trisaïeule Marie Caillaud ayant côtoyé et servi George Sand. Elle bénéficie d'une culture littéraire quotidienne grâce au drugstore familial.
Très bonne élève, elle est renvoyée de son lycée à la suite d'une liaison amoureuse avec la fille d'un professeur catholique. Elle fait ses études universitaires de littérature et philosophie à Nantes puis d'histoire de l'art et musicologie à Poitiers où elle rencontre Jacqueline Julien à la Librairie Pergame et en y expérimentant la vie politique en 1968.

### Militante féministe
En 1970, elle s'installe à Toulouse, où elle participe aux activités du Mouvement pour la liberté de l'avortement et de la contraception, notamment en pratiquant des interruptions volontaires de grossesse alors illégales. Son métier de lectrice-correctrice lui laisse suffisamment de temps pour ses activités militantes.
De 1976 à 1982, elle est parmi les fondatrices et animatrices de la Maison des Femmes de Toulouse et participe à la publication du journal La Lune Rousse (1977-1982),.
Fin 1988, elle est à l'initiative de l'ouverture du Bagdam Cafée, « café convivial, culturel et politique lesbien et féministe »,,,. Ce café de femmes, premier et unique en France totalement non mixte, ferme après dix ans et est remplacé par Bagdam Espace Lesbien sur internet.
En 1996, elle crée avec Jacqueline Julien, le Printemps lesbien de Toulouse qui fête, en 2020, son vingt-troisième anniversaire,.
Elle est à l'origine d'une journée d'études, intitulée À l'école des lesbiennes, ayant eu lieu de 2003 à 2005, où des enseignantes se transmirent la culture et l'historicité politique du lesbianisme.
Elle a collaboré régulièrement à Lesbia Magazine où elle signe, en 2005, une série de textes intitulée France, années 1990 : la décennie lesbienne, où elle estime qu'il se publiait dix-huit livres lesbiens par an dans les années 1990, contre dix dans les années 1980 et cinq dans les années 1970. Elle note que les éditeurs hétérosexuels commencent à s'intéresser à ce « marché », en publiant dans un premier temps des polars aux héroïnes lesbiennes.
En 2015, elle est signataire d'une lettre adressée à Jean-Michel Minovez demandant la suspension de la procédure de recrutement pour un poste de chargée de question, au motif que le comité de sélection comprend un professeur ayant perdu un procès en diffamation intenté contre les soutiens des victimes de harcèlement sexuel.
Elle est qualifiée de « bibliothèque vivante de la culture lesbienne » et de « figure incontournable du militantisme radical lesbien non seulement à Toulouse mais aussi à un niveau national, européen, voire plus ».

## Publications et contributions
- Avec Jacqueline Julien, Le sexe sur le bout de la langue, Toulouse, Espace Lesbien, 2002[12].
- France, années 90, la décennie lesbienne, communication dans le séminaire Orientation et identité sexuelles, questions de genre, Université Toulouse-Jean-Jaurès, 12 mai 1999[13].
  - Entretien  avec  Brigitte  Boucheron, 19 décembre 2014, p. 140-154[14].
- Introduction à une histoire du mouvement lesbien en France, contribution au Colloque Visibilité/invisibilité des lesbiennes, Coordination lesbienne en France (CLF), Paris, 19 mai 2007[15].
- Nombreuses contributions sur le site de la Coordination lesbienne en France[16]

### Relectures et remerciements
- Christine Bard, Le lesbianisme comme construction politique, in Eliane Gubin (dir.), Le siècle des féminismes, Éditions de l'Atelier, 2004, [lire en ligne].
- Pauline Londeix, Le manifeste lesbien, Altiplano, 2008, [lire en ligne].
- Christine Verschuur, Genre, nouvelle division internationale du travail et migrations, Graduate Institute Publications, 2017, [lire en ligne].
- Christine Verschuur, Genre, pouvoirs et justice sociale, Graduate Institute Publications, 2017, [lire en ligne].
- (en) Kristina Schulz, The Women's Liberation Movement : Impacts and Outcomes, Berghahn Books, 2017, [lire en ligne].